# Thiébauménil
Thiébauménil ist eine französische Gemeinde mit 383 Einwohnern (Stand 1. Januar 2022) im Département Meurthe-et-Moselle in der Region Grand Est (vor 2016 Lothringen). Sie gehört zum Arrondissement Lunéville und zum Kanton Baccarat. Die Einwohner nennen sich Thiébauménilois(es).

## Geografie
Die Gemeinde liegt etwa 35 Kilometer südöstlich von Nancy im Süden des Départements Meurthe-et-Moselle. Nachbargemeinden sind Laneuveville-aux-Bois und Manonviller im Nordosten, Bénaménil im Südosten, Saint-Clément im Süden, Moncel-lès-Lunéville im Südwesten sowie Marainviller im Westen. Der Fluss Vezouze durchquert die Gemeinde und bildet streckenweise die Gemeindegrenze.

## Geschichte
Die heutige Gemeinde wurde unter dem Namen Tibamesni in einem Dokument der Abtei Belchamp 1152 erstmals erwähnt. Sie war im Mittelalter zeitweise im Besitz der Abtei Belchamp und wurde im Dreißigjährigen Krieg stark zerstört. Thiébauménil gehörte historisch zum Herzogtum Lothringen, das 1766 an Frankreich fiel. Bis zur Französischen Revolution lag die Gemeinde im Grand-gouvernement de Lorraine-et-Barrois. Von 1793 bis 1801 war die Gemeinde dem Distrikt Lunéville zugeteilt und in den Kanton La Neuveville aux Bois (für wenige Monate zuvor Kanton Bénaménil) eingegliedert. Seit 1801 war sie dem Kanton Lunéville-Sud-Est (der 1825 zum Kanton Lunéville-Sud wurde) und dem Arrondissement Lunéville zugeordnet. Die Gemeinde lag bis 1871 im alten Département Meurthe.

## Bevölkerungsentwicklung
| Jahr                       | 1962 | 1968 | 1975 | 1982 | 1990 | 1999 | 2007 | 2019 |
| Einwohner                  | 265  | 271  | 237  | 329  | 332  | 360  | 387  | 381  |
| Quellen: Cassini und INSEE |      |      |      |      |      |      |      |      |

## Verkehr
Thiébauménil liegt zwar zwischen zwei Bahnstrecken Richtung Vogesen und Sarrebourg, hat aber keinen eigenen Bahnanschluss. Mitten durch die Gemeinde führt die N4 mit einem Anschluss im Gemeindegebiet. Für den regionalen Verkehr ist die D400 wichtig, die durch das Dorf führt.

## Sehenswürdigkeiten
- Kirche Saint-Epvre in neugotischem Stil aus dem 19. Jahrhundert
- einige Häuser aus dem 18. Jahrhundert
- Denkmal für die Gefallenen[1]

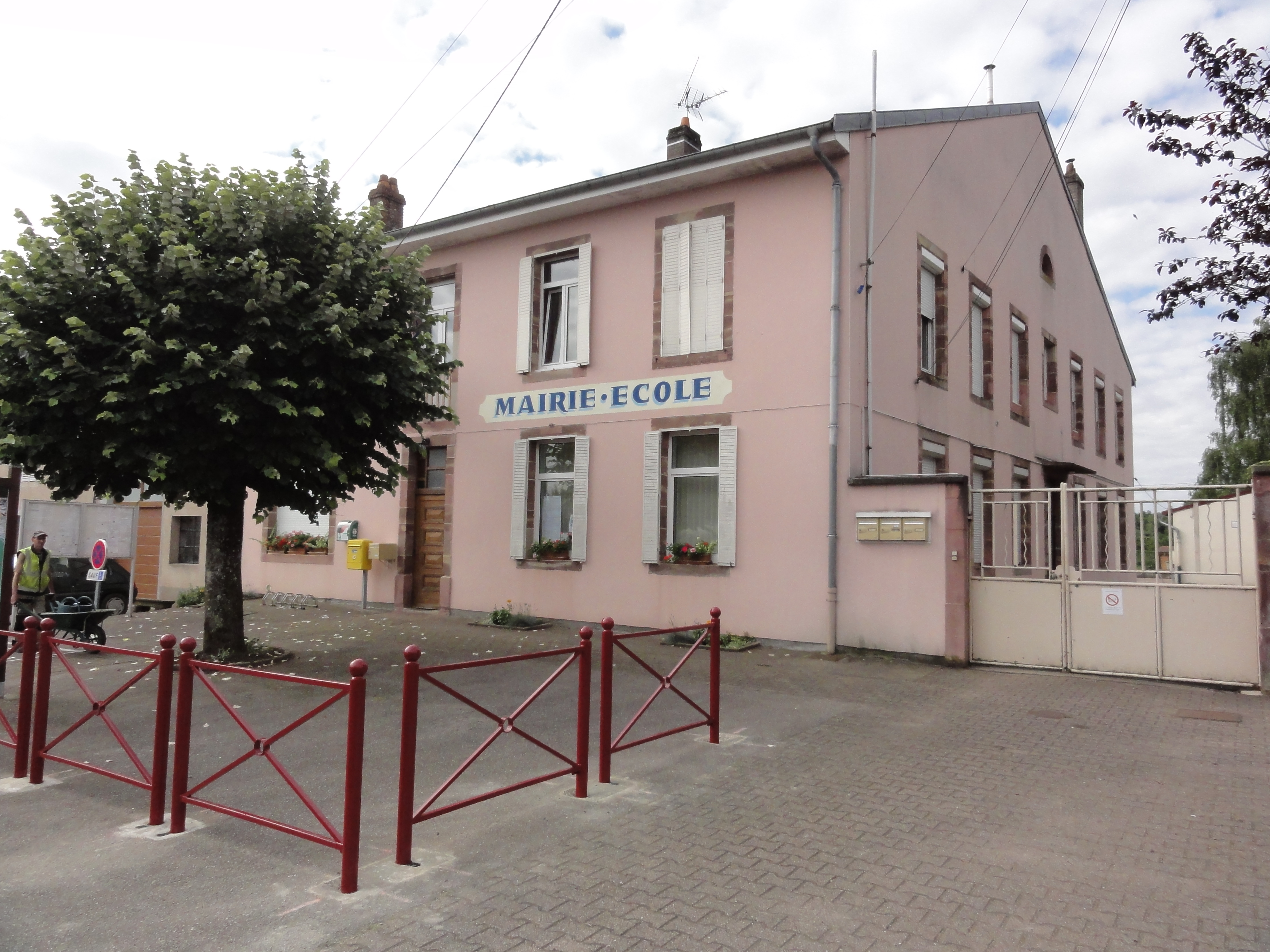
Rathaus (mairie) der Gemeinde
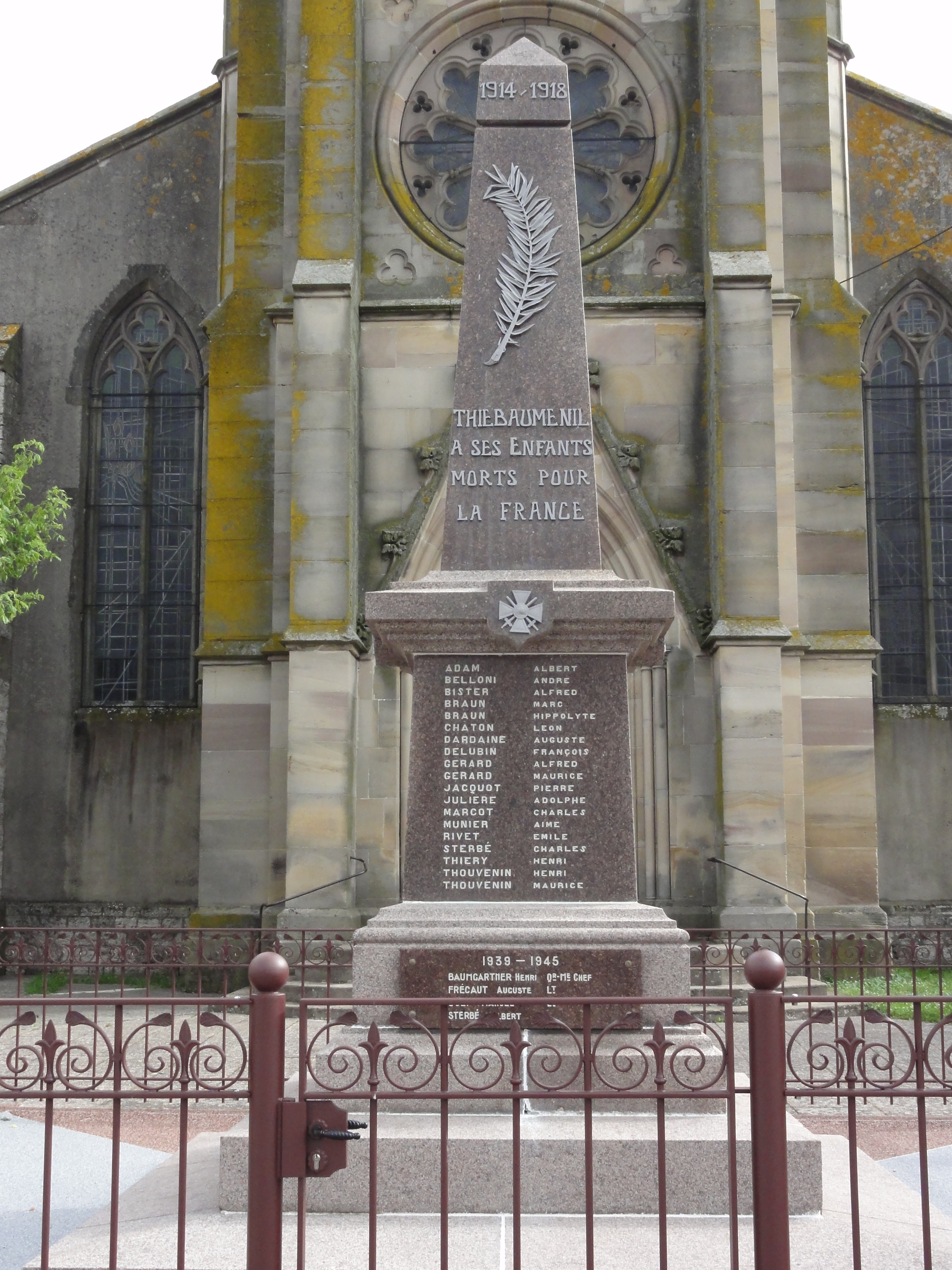
Denkmal für die Gefallenen
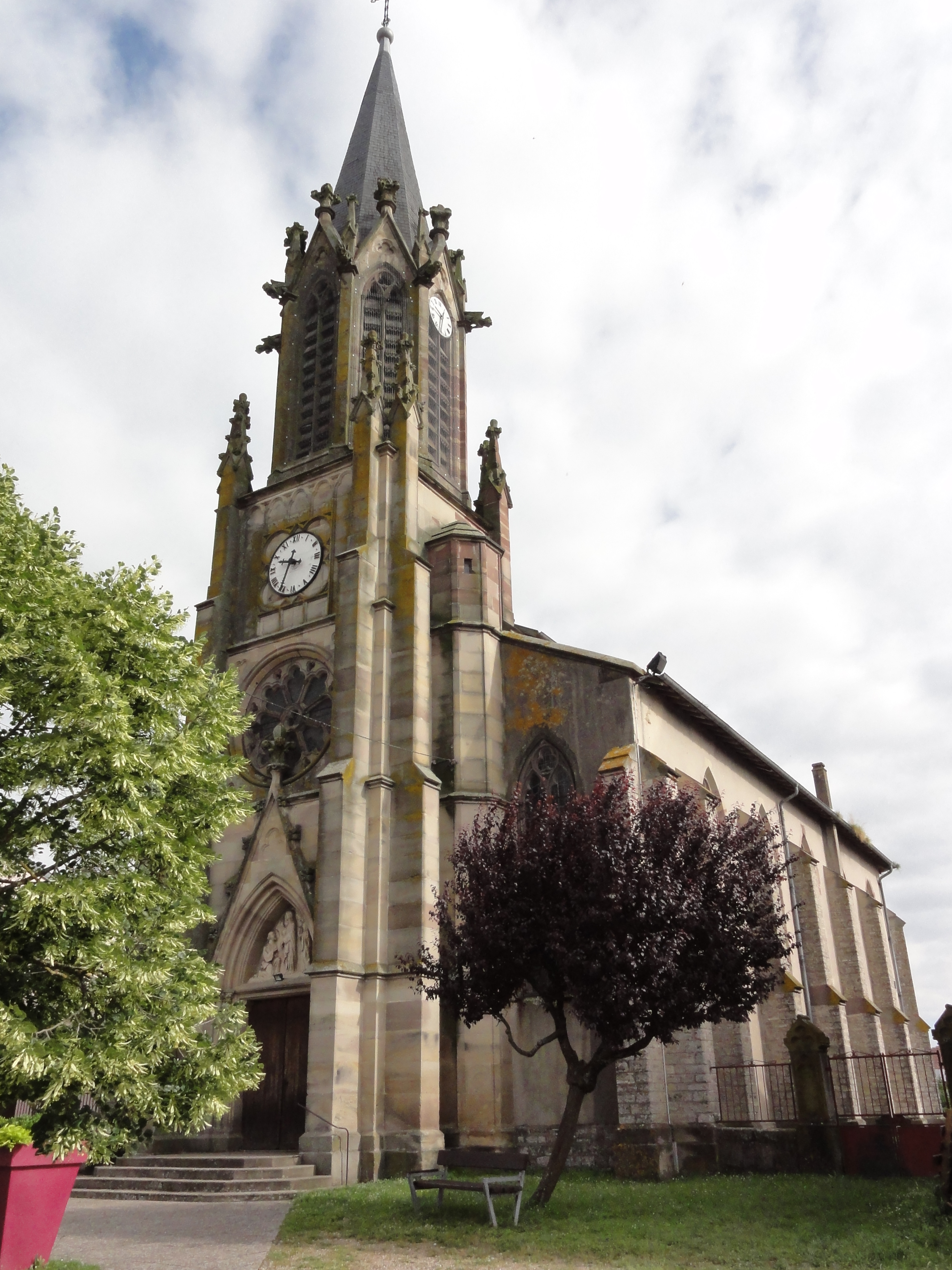
Kirche Saint-Epvre